# 安吉 (朝鮮人)
安吉（韓語：안길；1907年2月24日—1947年12月13日），別名安尚吉（韓語：안상길）日本統治時期朝鮮獨立運動家，共產主義者，北韓軍官。

## 生平
1907年生於咸鏡北道慶源郡貧農家庭，後移居吉林省琿春縣敬信郷，後從龍井的大成中學退學。1927年加入朝鮮共産黨滿州總局。1932年加入中國共產黨。1933年成為金溝區委員會書記，加入琿春縣游擊隊。1939年、任東北抗日聯軍第1路軍第3方面軍第14團政治委員。1940年10月、任第1路軍第3方面軍参謀長，同年11月末由東寧縣移入蘇聯。1942年、任苏联远东方面军独立第88步兵旅第1独立营政治委員。1944年2月任第3大隊政治委員。第二次世界大戰終戰後，隨蘇聯戰船回國，9月19日回到元山，後出任朝鮮共産黨咸鏡北道責任秘書。1946年7月、任平壤學院院長，同年8月被選為朝鮮勞動黨中央委員。同年9月任保安幹部訓練大隊参謀長。
1947年12月13日病死，1968年建像紀念。